# Témoin gênant
Pour le sigle, voir Not safe for work.
Pour plus de détails, voir Fiche technique et Distribution.
Témoin gênant (Not Safe for Work) est un film américain réalisé par Joe Johnston et sorti directement en vidéo en 2014.

## Synopsis
Tom Miller est un « simple » employé de bureau qui se retrouve enfermé avec un tueur sur son lieu de travail.

## Fiche technique
- Titre original : Not Safe for Work
- Titre français : Témoin gênant ou Tueur sur ordonnance pour sa diffusion en télévision[1]
- Réalisation : Joe Johnston
- Scénario : Simon Boyes et Adam Mason
- Musique : Tyler Bates
- Direction artistique : Jeremy Woolsey
- Décors : Barry Robison
- Costumes : Anette Czagany
- Photographie : Jonathan Taylor
- Son : Eric Lindemann
- Montage : Rick Shaine
- Production : Jason Blum
- Sociétés de production : Universal Pictures et Blumhouse Productions
- Société de distribution : Universal Pictures Home Entertainment
- Budget : n/a
- Pays de production :  États-Unis
- Langue originale : anglais
- Format : couleurs - 35 mm - 2.35:1 - son Dolby numérique
- Genre : thriller, policier
- Durée : 74 minutes
- Dates de sortie :
  - États-Unis : 9 mai 2014 (direct-to-video)
  - France : 16 juillet 2014 (direct-to-video)

## Distribution
- Max Minghella (V. F. : Stanislas Forlani) : Tom
- J. J. Feild : le tueur
- Michael Gladis : John Ferguson
- Eme Ikwuakor : le policier complice
- Brandon Keener (V. F. : Yann Guillemot) : Moyers
- Christian Clemenson (V. F. : Jean-François Aupied) : Alan Emmerich
- Eloise Mumford (V. F. : Noémie Orphelin) : Anna
- Molly Hagan (V. F. : Brigitte Aubry) : Janine
- Tim Griffin : tueur à gages

Sources et légende : Version française (V. F.) sur RS Doublage